# سراسينة بيضاء الأوراق
سراسينة بيضاء الأوراق (الاسم العلمي:Sarracenia leucophylla) هي نوع من النباتات تتبع جنس السراسينة من الفصيلة السراسينية.

## معرض صور

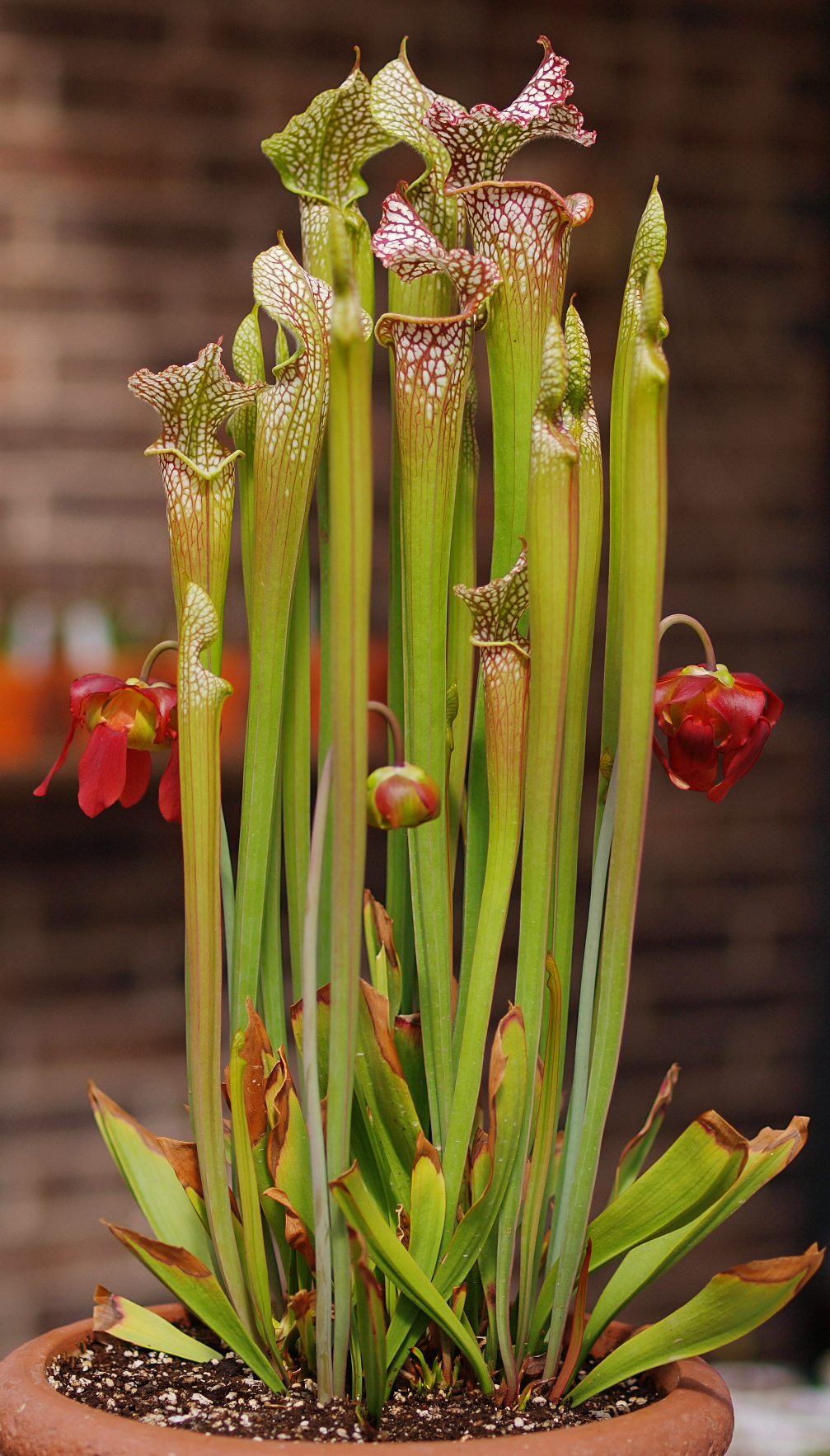
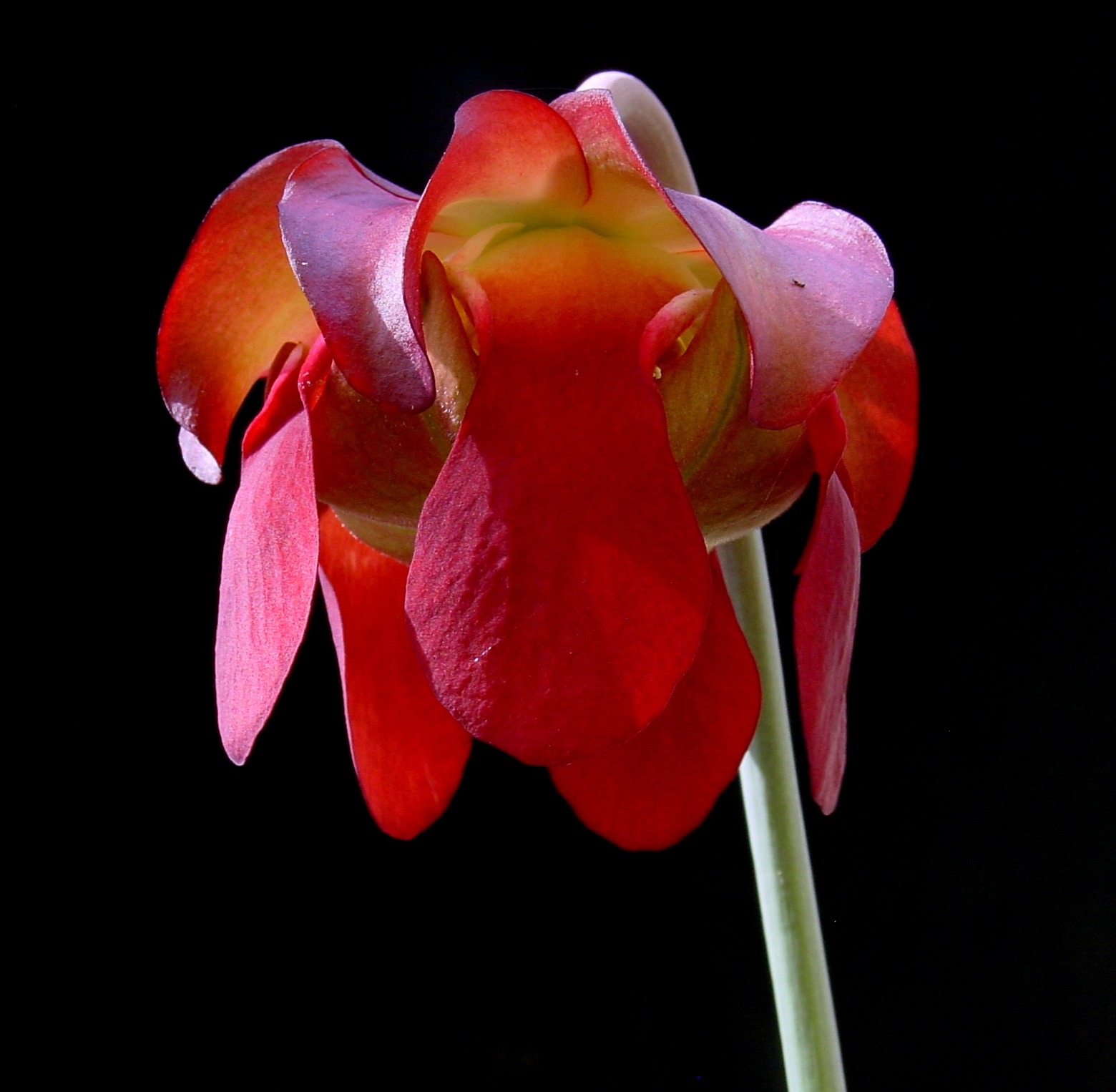
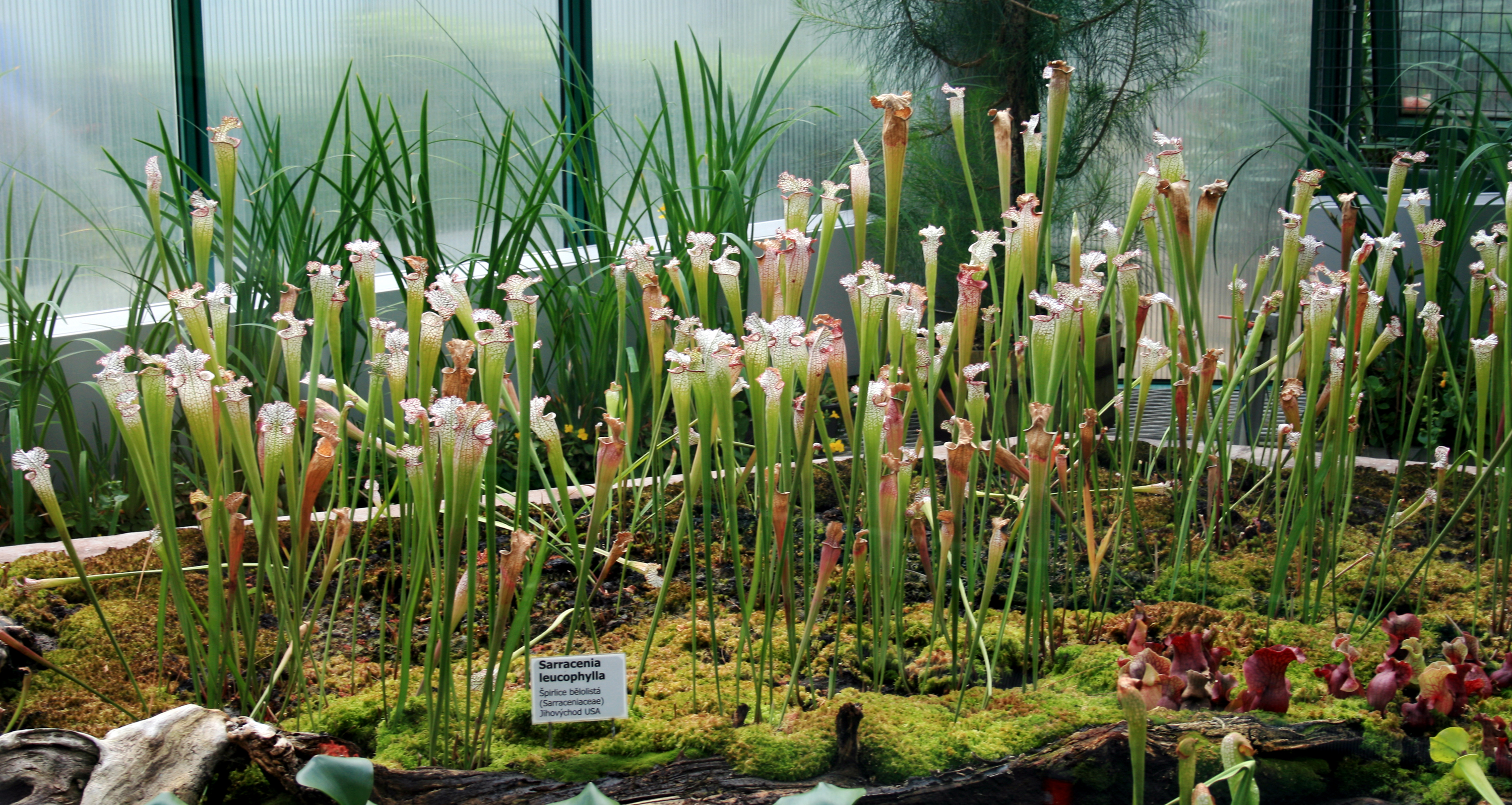
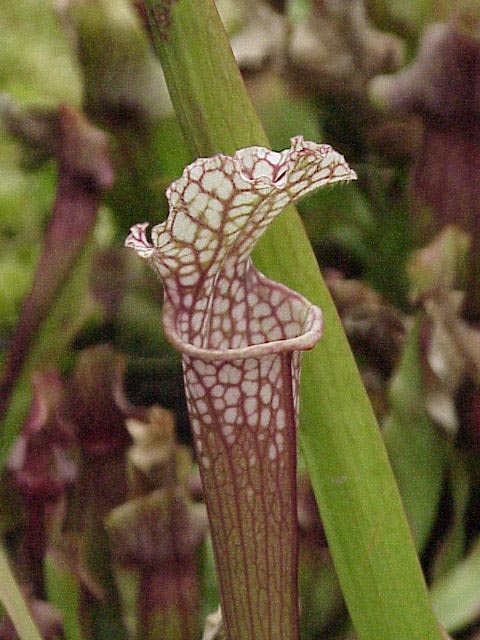
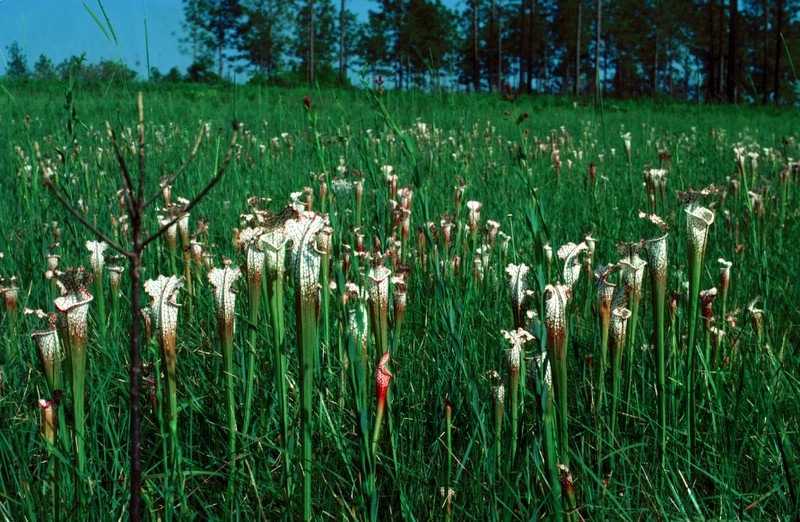